# 油房庄乡
油房庄乡，是中华人民共和国陕西省榆林市定边县下辖的一个乡镇级行政单位。

## 行政区划
油房庄乡下辖以下地区：
油房庄村、白店村、三胜坡村、王湾村、付坬村、店房坬村、乔坬村和张坬村。